# Batalha do Delta
Batalha do Delta foi uma batalha marítima entre o Antigo Egito e os Povos do Mar, cerca de 1 175 a.C. quando o faraó egípcio Ramessés III repeliu uma invasão em seu território. O conflito ocorreu em algum lugar nas margens do Delta do Nilo oriental e em parte nas fronteiras do Império Egípcio na Síria, embora seus locais precisos sejam desconhecidos. Este grande conflito é registrado nas paredes do templo mortuário do faraó Ramesséss III em Medinet Habu.

## Contexto histórico
No século XII a.C., os Povos do Mar (também conhecidos sob vários outros nomes, como Tjecer, Pelesete e Xerdem) invadiram o Oriente Médio a partir do Mediterrâneo oriental. Eles destruíram e saquearam Hatusa, capital do Império Hitita, além de também terem atacado a Síria e o sul do Levante, onde muitas cidades foram queimadas e arruinadas. (Carquemis foi uma das cidades que sobreviveram aos ataques dos Povos do Mar). O Chipre também foi esmagado e sua capital saqueada. Como as inscrições de Medinet Habu retratam mulheres e crianças carregadas em carros de boi, acredita-se que os atacantes eram migrantes procurando um lugar para se estabelecer. Seus ataques são relatados, por exemplo, em cartas de Amurapi, o último rei de Ugarite, pedindo ajuda a Esuara, o rei de Alásia:
| “ | Meu pai [Esuara], eis que os navios do inimigo vieram (aqui), minhas cidades foram queimadas e fizeram coisas más em meu país: meu pai não sabe que todas as minhas tropas e carros na Terra de Hati e todos os meus navios estão na Terra de Luca? ... Assim, o país está abandonado a si mesmo. Que meu pai o saiba: os sete navios do inimigo que vieram aqui infligiram muito dano sobre nós". | ” |
| — | |   |

As invasões dos Povos do Mar são alistadas frequentemente entre as causas ou sintomas do Colapso da Idade do Bronze. Ramessés lutou contra os Povos do Mar no sul do Líbano, na Batalha de Djai. Ramessés III descreve um grande movimento de povos no leste do Mediterrâneo, que causou uma destruição maciça das antigas grandes potências do Levante, Chipre e Anatólia:
| “ | As terras foram removidas e dispersas para a batalha. Nenhuma terra poderia estar diante de seus braços, de Hati, Code, Carquemis, Arzaua, Alásia ao ser cortada" | ” |
| — | |   |

## Batalha
Depois de derrotar os Povos do Mar em terra na Síria, Ramesés recuou ao Egito, onde os preparativos para o ataque dos invasores já tinham terminado. De acordo com as inscrições do Medinet Habu, Ramessés olhou para o mar e encarou uma força de milhares de inimigos e, com eles, a ameaça do fim do Império Egípcio. Ramessés alinhou o litoral do Delta do Nilo com fileiras de arqueiros que estavam prontos para lançar uma torrente de flechas nos navios inimigos se eles tentassem atracar. Sabendo que seria derrotado na batalha no mar, Ramessés seduziu os Povos do Mar e seus navios na boca do Nilo, onde tinha montado uma frota em emboscada. Esta frota egípcia mantiveram os barcos dos Povos do Mar longe da costa. Então os arqueiros, tanto em terra quanto nos navios, devastaram o inimigo. Os navios dos Povos do Mar foram derrubados, muitos foram mortos e capturados e alguns até mesmo arrastados para a praia onde foram mortos. Nas inscrições, Ramessés proclama:
| “ | Aqueles que chegaram a minha fronteira, a sua descendência não ficará; os seus corações e as suas almas estão acabados para sempre. Quanto aos que se reuniram diante deles no mar, uma chama cheia estava a sua frente antes da boca do porto e uma parede de metal sobre a praia os rodeava, arrastados, derrubados e postos sobre a praia, mortos e feitos montões de popa para se curvar de suas galeras, enquanto todas as suas coisas eram lançadas sobre as águas". | ” |

## Consequências
A vitória no Delta salvou o Egito da destruição que atingiu os hatitas, a Alaxia e outras grandes potências do Oriente Próximo.
Não há nenhuma documentação sobre qualquer perseguição aos Povos do Mar derrotados. Embora derrotado no Delta, alguns deles (especificamente o Peleset) tenham se estabelecido no sul do Levante algum tempo após a morte de Ramesses.